# Bill Robinson (scientifique)
Pour les articles homonymes, voir Bill Robinson (homonymie) et Robinson.
William Henry Robinson (2 octobre 1938 - 17 août 2011) est un scientifique et ingénieur sismique néo-zélandais qui a inventé le dispositif d'isolation sismique à roulement en caoutchouc plomb.

## Formation et carrière
Il a grandi à West Auckland, en Nouvelle-Zélande, où il a fréquenté l'Avondale College (en). Il a obtenu une maîtrise en génie mécanique à l'Ardmore School of Engineering (en), entre 1958 et 1961, puis un doctorat en métallurgie physique à l'Université de l'Illinois à Urbana-Champaign entre 1962 et 1965, avec une thèse intitulée « High Temperature Internal Friction (Damping) in Potassium Chloride » (Friction interne à haute température (amortissement) dans le chlorure de potassium).
Pendant son séjour à Illinois, il a passé un été à apprendre l'allemand afin de pouvoir compléter les lectures nécessaires à son sujet de recherche, car beaucoup de documents importants dans le domaine n'étaient publiés qu'en allemand. Par la suite, il a passé une courte période en tant que chercheur en physique à l'Université du Sussex, de 1966 à 1967.
Après son retour en Nouvelle-Zélande en 1967, Robinson a rejoint le Laboratoire de physique et d'ingénierie (PEL) du Département de la recherche scientifique et industrielle (en) (DSIR) en tant que scientifique.
Il a continué à inventer et à développer des dispositifs d'isolation sismique, à voyager et à donner des conférences jusqu'au début des années 70. Ses travaux comprenaient le développement de techniques expérimentales utilisant les ultrasons en physique du solide et le lancement d'un programme de recherche en Antarctique sur la glace de mer (où il a passé quelques étés entre 1978 et 1989). Il a également travaillé au Scott Polar Research Institute en 1981-1982 (Cambridge, Royaume-Uni). Il devint plus tard directeur du PEL entre 1985 et 1991 et fit preuve d'une prévoyance particulière en apportant son plein soutien au nouveau domaine du programme de supraconductivité à haute température.
À l'âge de 52 ans, Robinson a subi un accident vasculaire cérébral presque mortel, passant 4 mois et demi en réadaptation à l'hôpital. Son « esprit indomptable »  lui a permis de réapprendre à marcher, à écrire et à conduire, et dans les six mois suivant l'AVC, il était de retour au travail en tant que scientifique. En 1995, il a fondé Robinson Seismic Ltd. pour promouvoir, développer et fabriquer ses dispositifs de protection sismique. Il a semi-retraité pendant la soixantaine, passant la plupart de son temps dans une ferme de style de vie surplombant l'océan Pacifique, mais a continué à donner des conférences, à voyager et à développer ses idées d'ingénierie sismique à temps partiel.

## Travaux
Robinson est surtout connu pour son invention du dispositif d'isolation sismique à roulement en caoutchouc plomb (LRB). Il a conçu le LRB en 1974 tout en travaillant comme scientifique pour le DSIR de Nouvelle-Zélande. Comme il était un employé de la fonction publique lorsqu'il a inventé l'appareil, le brevet LRB appartenait à l'État. Le LRB est utilisé dans des structures d'une valeur de plus de 100 milliards de dollars américains dans le monde  notamment le Te Papa Tongarewa (Musée national de Nouvelle-Zélande) de Nouvelle-Zélande, le nouvel hôpital de Wellington (en), la bibliothèque de l'Université Victoria et les bâtiments du Parlement (en). Les ponts les plus importants en Nouvelle-Zélande utilisent la technologie d'isolation de base.
Les LRB se trouvent également sous l'hôpital Bhuj (Inde) et le bâtiment C-1 (Tokyo), le plus grand bâtiment au monde protégé par ces dispositifs. L'hôpital pour femmes de Christchurch est le seul bâtiment de cette ville qui utilise des LRB et il a pu continuer à fonctionner sans aucun problème tout au long des tremblements de terre dévastateurs qui se sont produits entre septembre 2010 et juin 2011.
Lors du grave tremblement de terre de Northridge à Los Angeles en 1994, l'hôpital universitaire de Californie du Sud protégé par le LRB est resté opérationnel tandis que les dix autres hôpitaux de la région ont été si gravement endommagés qu'ils ont dû être évacués.
Le bâtiment William Clayton à Wellington, en Nouvelle-Zélande, a été le premier au monde à être isolé sur sa base avec des LRB. Il a été construit par le ministère des Travaux publics et du Développement (en) de l'époque.
Le centre informatique du ministère des Postes et télécommunications est sorti indemne du séisme de Kobe en 1995 et est resté pleinement opérationnel. Ce bâtiment important est un exemple de la façon dont la technologie des roulements en caoutchouc plomb sauve un bâtiment et son contenu. À la suite du séisme de Kobe, la technologie d'isolation sismique et en particulier le roulement en caoutchouc au plomb au Japon ont été largement utilisées.
La deuxième région dans laquelle ces appareils ont été bien utilisés est la Californie, après le tremblement de terre de Los Angeles et Northridge en 1994. La première utilisation d'un LRB aux États-Unis remonte à 1984. Des isolateurs de base ont depuis été insérés sous plus de 100 ponts et 70 bâtiments aux États-Unis. Les codes du bâtiment de ce pays exigent que tous les nouveaux hôpitaux mettent en œuvre une technologie d'isolement de base pour garantir qu'ils puissent continuer à fonctionner après un séisme majeur.
Ces dernières années, de graves tremblements de terre en Inde et en Turquie ont suscité un intérêt pour la technologie d'isolation sismique et de nombreux nouveaux bâtiments et ponts sont équipés d'une isolation sismique.
Les coûts d'utilisation de l'isolation de base pour les grandes structures se sont avérés être récupérés en quelques années seulement, car les primes d'assurance sont considérablement réduites.
Robinson a également inventé les systèmes d'isolation de base Roball et Roglider pour les bâtiments de poids moyen et de faible hauteur, et l'amortisseur d'extrusion de plomb, entre autres dispositifs d'isolation sismique. Il a été fondateur, directeur et ingénieur en chef de la société d'ingénierie sismique de renommée mondiale Robinson Seismic Ltd., qui continue de tester et de fabriquer ses appareils. En 1993, Robinson était co-auteur de An Introduction to Seismic Isolation, avec Ivan Skinner et Graeme McVerry.

## Vie privée
Robinson s'est marié au début de la vingtaine[Quoi ?] et a eu trois enfants.

## Honneurs et récompenses
Robinson est membre de la Société royale de Nouvelle-Zélande.
Il a reçu : la médaille Rutherford (la Royal Society Gold Medal for Technology, 1999) ; un doctorat honorifique en sciences de l'Université Victoria de Wellington (1995); la médaille Hutton (NZ Institute of Physics, 1992); la médaille Coopers pour la recherche en ingénierie (NZ Royal Society, 1991); la médaille Michaelus de physique (Université d'Otago, 1976). Il a été nommé compagnon de l'Ordre de service de la Reine (en), pour services rendus à l'ingénierie, dans le cadre des honneurs de l'anniversaire de la Reine en 2007 (en).
Le Robinson Research Institute a été créé à l'Université Victoria de Wellington en 2014 et « nommé en l'honneur du regretté Dr Bill Robinson, scientifique inspirant, ingénieur sismique et premier champion de la technologie HTS [supraconductivité à haute température] ».

## Dans la culture populaire
Le 2 octobre 2019, Google a rendu hommage à Robinson en célébrant ce qui aurait été son 81e anniversaire avec un Google Doodle .

## Publications
- (en) T. E. Kelly, R. I. Skinner et W. H. Robinson, Seismic isolation for designers and structural engineers, Petone, New Zealand, Robinson Seismic Ltd., 2011
- (en) R. I. Skinner, W. H. Robinson et G. H. McVerry, An introduction to seismic isolation, New York, Wiley, 2003[6]